# Dereza (Pakrac)
Dereza es una localidad de Croacia en el ejido de la ciudad de Pakrac, condado de Požega-Eslavonia.

## Geografía
Se encuentra a una altitud de 157 m s. n. m. a 125 km de la capital nacional, Zagreb.

## Demografía
En el censo 2011 el total de población de la localidad fue de 13 habitantes.
| Gráfica de población de Dereza 1857-2011                            |
|                                                                     |
| Según los censos de población de la oficina estadística de Croacia. |

## Guerra de Croacia
Dereza fue testigo de intensos combates durante la Guerra de Croacia. En agosto de 1991 fue ocupado por milicias serbocroatas y en septiembre por tropas del Ejército Popular Yugoslavo.
En el marco de la Operación Papuk-91 por parte del Ejército Croata, el 24 de diciembre, la 127.a Brigada liberó Dereza, Donji, Srednji y Gornji Grahovljani.